# Спортско ваздухопловство
Спортско ваздухопловство је заједнички назив за све врсте летења безмоторним или моторним летелицама, којима се настоји постићи извршење неког спортског задатка и то такмичењима, рекордима и освајањем спортских признања. Спортско ваздухопловство обухвата ове гране: 
- балонство,[1][2]
- једриличарство,[3][4]
- моторно летење,
- моделарство (ваздухопловно и ракетно),
- падобранство,
- астронаутику (само рекорде) и моторно летење,
- као и делатности: аматерску градњу летелица, ваздухопловно образовање и пропаганду.

## Класификација и опис летелица
Према прописима Међународне ваздухопловне федерације (фр. Fédéeration Aéoranutique Internastionale - FAI) постоје две основне групе летелица са којима се учествује у ваздухопловним приредбама, а то су: аеростати и аеродини. 
- Аеростати су летелице које се статички одржавају у ваздуху су : слободни балони (Класа А) и дирижабли (Класа Б).
- Аеродини су летелице који се крећу кроз ваздух с погоном, при чему се на непокретном крилу ствара сила узгона. У те се убрајају авиони (Класа Ц) тј. моторне летелице. Тој класи припадају они авиони, који могу полетати и слетати само на копно (копнени авиони), хидроавиони који могу полетати и слетати само на воду и амфибије који могу полетати и слетати на копно и на воду.

(Класа Д) Једрилице су безмоторне летелице с непокретним површинама. Оне могу бити снабдевене и мотором (Класа ДМ)(моторна једрилица), који служи као помоћни уређај за полетање, не треба јој вуча.
(Класа Е) Жиро-авиони су летелице чије кретање кроз ваздух омогућује систем ротирајућих површина (ротори) око вертикалне осовине (ротирајућа крила).
(Класа Ф) Модели су летелице смањених димензија, са погоном или без њега. Лете али без људске посаде.
(Класа Г) Падобрани су справе које служе за успорење човековог слободног пада.
(Класу Х) чине направе с потиском за уравнотежење човекове тежине и његове опреме, тако да може вертикално полетети, слетети и лебдети у ваздуху.
(Класа И) Авиети су летелице које полећу и лете само помоћу енергије мишића њихове посаде.
(Класа К) Свемирске летелице.
(Класа Л) Лебделице (Hovrcraft), које се одржавају у ваздуху на ваздушном јастуку
(Класа М) Авиони са обртним моторима за вертикално полетање и слетање .
У моторном летењу користи се летелица (авион) чији погон сачињава мотор. Најчешћи су једномоторни, двоседни и вишеседни авиони који служе за школовање и тренирање пилота, искакање падобранаца и за вучу једрилица.
Змај-Рогаловио крило је растављива и преносива летелица тежа од ваздуха, о коју је летач везан, а управљање се врши померањем положаја тела. Полеће се залетом (затрчавањем) са неког узвишења (падине) док се не постигне одговарајућа брзина узлета. Трајање лета зависи од ветра уз узвишење. Летач слеће ногама на тле. Такво летење се не признаје као спортска ваздухопловна грана.

## Развој у свету
Спортска ваздухопловна активност почиње крајем 18. века, појавом балонства с којим се упоредо развија и падобранство. Летови Ота Лилијентала 1891. означили су почетак једриличарства. Почетак модерног летења датира из 1890. када је француски инжењер Клеман Адер својим моторним једнокрилцем „Еол“ (Éole) извео само један скок јер летелица још није била управљива. Немац Карл Јато из Хановера извео је 18. јула 1903. са трокрилцем скок од 18 m, а у септембру исте године скок од 60 мерата, али без могућности управљања летелицом.
Американци браћа Рајт, инспирисани летовима Ота Лилиентала, вршили су експерименте у Дејтону, Охајо, САД с летелицама без мотора (систем клизача), а затим направили двокрилац са мотором и могућношћу контроле лета. Орвил Рајт је први у свету 17. децембра 1903. остварио моторни лет од 12 секунди и прелет од 40 m (неки извори кажу 37 или 38 m) изнад пустиње Кити Хок (енгл. Kitti Hawk) Северна Каролина САД. Истог дана постигао је трајање лета од 59 секунди и прелет 284 m. То је био први службено признати лет у свету. Затим су браћа Рајт направили двосед и с њим отишли у Француску где је Вилбур остварио преко 100 летова од којих је један трајао 2 сата 20 минута и 23,2 секунде.
Године 1905, основан је Међународна ваздухопловна федерација - ФАИ.
Бразилски алпинист Алберто Сантос Думон (порт. Alberto Santos-Dumont), који је боравио у Паризу, подстакнут летовима браће Рајт, први је у Европи 1906. саградио и летео на својој моторној летелици тежој од ваздуха, с којом је 12. новембра постигао први светски рекорд у брзини од 40,29 km/h. У периоду 1909—10 Димон је својим једнокрилцем 14-бис постигао висину од 243 m.
Француски пилот Луј Блерио (фр. Louis Blériot) први је 25. јула 1907, прелетео својом једнокрилцем Блерио XI Енглески канал (Ламанш), освојивши награду за тај свој подвиг.
Прва ваздухопловна изложба одржана је 1908. у Паризу, заједно са салоном аутомобила (фр. Salon l‘Automobile et de l‘Aéronautique), а следеће године прва самостална изложба (фр. Salon de l‘Aéronautique).
Француски пилот Анри Фарман (фр. Henry Farman) је 13. јануара 1908. својоим кружни летом од 1 km у Иси ле Мулино (фр. Issy-les-Moulineaux) освојио награду (фр. Deutsch de la Meurthe prize) од 50.000 франака, што је уједно био и први службено контролисан лет од Аеро-клуба Француске. Исте године Фарман је извео свој први прелет (енгл. cros-contry fight) између Буиа (фр. Bouy) и Ремса у Француској, постигавши за 20 минута лета, на просечној висини од 40,14 m просечну брзину од 64,34 km/h.
Амерички пилот Глен Кертис освојио је 1908. трофеј (енгл. Scientific American). Тада је ФАИ први пут контролисао неки лет у САД. Год. 1909. Канађанин Џон Макарди (енгл. John A.D. McCurdy) полетео је авионом са ледене површине језера (енгл. Bras d‘Or Lake) Нова Шкотска, Канада. То је био први прописно контролисан лет на територији Комонвелта.
Прво брзинско такмичење авиона за пехар „Гордон Бенет“ одржана је 22—29. августа 1909. у Ремсу Француска. Учествовало је више од 30 авиона, а дисциплине су биле: брзина, висина и прелет. Победник у брзини био је Луј Блерио, Хуберт Ламан у висини 150 m и Анри Фарман у прелету 189 km. У укупном пласману први је био Глен Кертис.
Године 1910, Францускиња Д‘ ла Рош је била прва жена која је добила пилотску дозволу (фр. Pilot‘s licence).
Први велики аеро-митинг (фр. Grande Semaine de l‘Aviation) одржан је 1909. у Ремсу. На тој приредби Британац (енгл. H. Latham) постигао је први светски рекорд у висини (155 m) и рекорд у прелету (154.620 km). Аустралијски пилот Хари Худини (енгл. Harry Houdini) је у (енгл. Diggers Rest) Викторија први званично признат моторни лет у Аустралији.
Године 1910. француски инжењер Henri Fabre био је први на свету који је полетео хидроавионом код Марсеља. Исте године чешки инжењер Oto Hieronymus летео је својим монопланом у Чешкој.
Утакмице авиона у брзини и прелету одржане су 1910. на релацијама Париз—Бордо и Лондон—Манчестер, а 1911. Париз—Мадрид и Париз—Рим.
Године 1911. у већим европским земљама аеро-клубови располажу са знатним бројем авиона у које су укључени и приватни власници. Тако су у Француској била 432 спортска авиона, у Немачкој 250, у Великој Британији 124. Русија је имала 12 аеро-клубова, а Белгија, Холандија и Норвешка 1—2.
Године 1912, Немац Helmuth Hirth постигао је светски рекорд у висини 4.523 m. Те године одржане су први пут трке око Париза и Лондона под називом (фр. Prih Herry Deutsch de la Meurthe prize) (одржано их је шет, а последња 1922.), а друга под називом Aerial Derby (одржано их је осам, последња 1923.)
(наставља се)

## Развој у југословенским земљама
Почетком прошлог века Стеван Бешевић и други теоретски су разматрали проблеме моторног лета и вршили експерименте са летећим моделима. Године 1909, Едвард Русијан започео је градњу своје експерименталне летелице. Исте године 19. септембар 1910. извео је Аустријанац Рудолф Симон први пробни лет на Бањици у Београду и приликом полетања поломио свој авион. После њега Рус Маслеников, такође у Београду успешно лети својим авионом. Загребачки фотограф Михаило Мерћеп конструише авион и од 1910. сарађује са Едвардом Русијаном који је 1911, погинуо приликом лета у Београду. Са Мерћеопвим авионом Драгутин Новак је победио 1912. у Будимпешти.
Године 1910. Иван Сарић из Суботице изградио је авион и исте године приредио у Суботици успели аеро-митинг.
Тих година инжењер Славољуб Пенкало конструисао је и израдио авион са оригиналним решењем стабилизатора. Након неколико успелих летова имао је удес у једном лету, па је напустио ту врсту своје делатности. Конструисањем летелица бави се и словеначки инжењер Станко Блоудек, а Антун Ојстер, железнички службеник из Љубљане почео се бавити конструисањем падобрана за спасавање пилота.
Сплићанин Ватрослав Булимбашић је 1913. положио пилотски испит код Француза Луја Блериоа у Бују, а касније се истакао као акробата на јавним приредбама.
Први светски рат прекинуо је ово врсту делатности. Године 1922. основан је у Београду Српски аероклуб који наредне године мења назив у Аероклуб Краљевине СХС и тада је примљен у ФАИ. Почетком тридесетих година мења назив у Краљевски југословенски аероклуб „Наша крила“.
Почевши од 1923. оснивају се редом фабрике авиона Икарус и Змај у Земуну и Рогожарски у Београду и Бреге у Краљеву, које су почеле са изградњом авиона по страним лиценцама.
Прва утакмица авиона за пехар краља Александра одржана је 1926, а победило је Л. Бајдак са Павлом Ценчићем.
Године 1927, на Међународном ваздухопловном турниру у Цириху учествовали су и Југословени. По повратку у Југославију приликом прелетања Алпа, погинули су Живорад Петровић (командант екипе) и Драгољуб Пајевић. Исте године на међународној трци авиона Београд—Варшава—Београд победио је југословенски пилот Владимир Стрижевски, а Тадија Сондермајер и Бајдак извели су пропагандни лет од Париза до Бомбаја (Индија) и затим до Београда. Победник у лету преко Алпа био је Фердо Градишник (1927).
На трећој утакмици за пехар краља Александра (1928) победио је Младен Ивановић са Николом Микецом, на четвртој 1929. победила је посада Иван Мрак и Миланом Мандарашевићем.
Године 1930, Удружење резервних авијатичара почело је школовање спортских пилота, Краљевски југословенски аеро-клуб „Наша крила“, усмерава делатност и на спортско моторно летење, а конструктивном делатношћу почиње да се бави инжењер Сима Милутиновић.
На такмичењу Кружни лет Мале Антанте и Пољске (1930) екипа Југославије је заузела прво место, као и посада Златко Шинтић и Камило Лукановић. На петој утакмици за пехар краља Александра победила је иста посада као и 1929.
На Међународној утакмици 1931. у Плзењу (Чехословачка), победио је Тадија Сондермајер. Исте године Обласни одбор у Загребу са месним аеро-клубом организује у Загребу аеро-наутичку изложбу међународног карактера као и авијатичарски митинг су учествовали најбољи пилоти из Енглеске, Чехословачке, Француске, Пољске, Аустрије и Немачке. Инжењер Рудолф Физир је 1931. је први на листи истакнутих конструктора својом амфибијом и авионима Физир-Валтер за школовање и Физир-Ђипси за туризам.
На трећем међународном авијатичарском митингу (Лет преко Алпа) 1932. у Цириху, у једноседима победио је Златко Шинтић, а у двоседима Фердо Градишник са Гавром Скриванићем. Исте године Кристина Горишек-Новаковић остварила је самостални лет као прва жена-пилот у Југославији.
Следеће године на Међународном ваздухопловном митингу у Варшави, победила је југословенска екипа, а најбољи је био пилот Богдан Михајловић из Београда.